# Pachyserica putaoensis
Pachyserica putaoensis är en skalbaggsart som beskrevs av Ahrens 2006. Pachyserica putaoensis ingår i släktet Pachyserica och familjen Melolonthidae. Inga underarter finns listade i Catalogue of Life.